# Rosanna
Rosanna  è un nome proprio di persona italiano femminile.

## Varianti
- Inglese: Rosanna[1], Rosannah[1], Roseanne

## Origine e diffusione
Si tratta di un'unione dei nomi Rosa e Anna; gli stessi nomi, in ordine inverso, formano il nome Annarosa. Non va confuso col nome Rossana, a cui non è correlato.

## Onomastico
L'onomastico si può festeggiare lo stesso giorno dei nomi da cui è composto, quindi generalmente il 26 luglio in memoria di sant'Anna oppure il 23 agosto in ricordo di santa Rosa da Lima.

## Persone

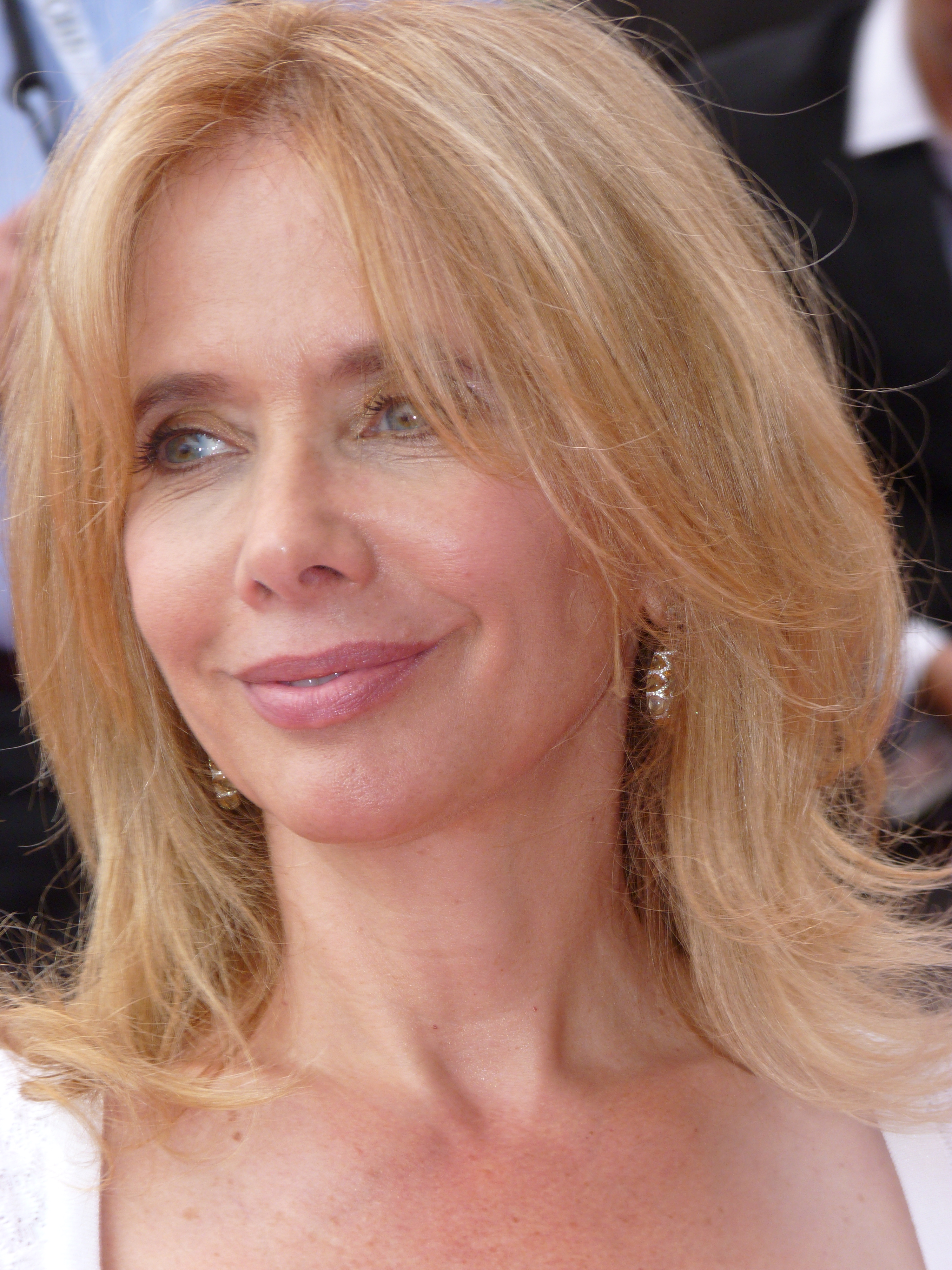
Rosanna Arquette

Rosanna Schiaffino

- Rosanna Arquette, attrice, regista e produttrice cinematografica statunitense
- Rosanna Baiardo, pallavolista, allenatrice di pallavolo e dirigente sportiva italiana
- Rosanna Banfi, attrice italiana
- Rosanna Benzi, scrittrice italiana
- Rosanna Bianchi, ceramista italiana
- Rosanna Bonelli, fantina italiana
- Rosanna Cancellieri, giornalista e conduttrice televisiva italiana
- Rosanna Carteri, soprano italiano
- Rosanna Davison, modella irlandese
- Rosanna DeSoto, attrice statunitense
- Rosanna Fratello, cantante e attrice italiana
- Rosanna Lambertucci, giornalista, scrittrice e conduttrice televisiva italiana
- Rosanna Marani, giornalista e conduttrice televisiva italiana
- Rosanna Munerotto, atleta italiana
- Rosanna Negri, vero nome di Rosy, cantante italiana
- Rosanna Pagano, schermitrice italiana
- Rosanna Rocci, cantante svizzera
- Rosanna Ruffini, cantante e attrice italiana
- Rosanna Schiaffino, attrice italiana
- Rosanna Vaudetti, annunciatrice televisiva e conduttrice televisiva italiana
- Rosanna Walls, attrice spagnola
- Rosanna Yanni, attrice argentina

## Il nome nelle arti
Rosanna è il titolo di una canzone dei Toto del 1982 e di una di Nino Buonocore del 1987.